# Nagrada Fabjana Hafnerja
Nagrada Fabjana Hafnerja je prevajalska nagrada, ki nagrajuje izredne dosežke na področju prevajanja leposlovnih, humanističnih in esejističnih del iz nemškega v slovenski jezik in obratno. Podeljujejo jo Goethe-Institut Ljubljana, Literarni kolokvij Berlin, Musil-Institut/Koroški literarni arhiv (Univerza v Celovcu), Društvo slovenskih književnih prevajalcev (DSKP) in Avstrijski kulturni forum Ljubljana.
Nagrada je bila ustanovljena leta 2017 in se imenuje po koroškem Slovencu, pesniku, prevajalcu in literarnem zgodovinarju Fabjanu Hafnerju. 
Najboljši prevod iz nemškega v slovenski jezik izbira slovenskogovoreča strokovna žirija, najboljši prevod iz slovenskega v nemški jezik pa nemškogovoreča žirija. Nagradi se podeljujeta izmenjaje.

## Nagrajenci
| Leto | Nagrajenci in nagrajenke | Prevod                                                                                | Strokovna žirija                                           |
| ---- | ------------------------ | ------------------------------------------------------------------------------------- | ---------------------------------------------------------- |
| 2023 | Ludwig Hartinger         | Mein Gedicht ist mein Gesicht: Invention einer orphischen Landschaft (Srečko Kosovel) | Neva Šlibar, Lars Felgner, Zdenka Hafner Čelan             |
| 2021 | Amalija Maček            | Moje leto v Nikogaršnjem zalivu (Mein Jahr in der Niemandsbucht, Peter Handke)        | Anja Naglič, Tanja Petrič, Renata Zamida                   |
| 2020 | Erwin Köstler            | Chronos erntet (Kronosova žetev, Mojca Kumerdej)                                      | Jürgen Jakob Becker, Johann Georg Lughofer, Dominik Srienc |
| 2019 | Aleš Košar               | Kaj se pravi misliti? (Was heißt Denken?, Martin Heidegger)                           | Brane Čop, Irena Samide, Tanja Žigon                       |
| 2018 | Johann Strutz            | Seelenruhig (Mirne duše, Florjan Lipuš)                                               | Andrea Leskovec, Andreas Leben, Jörg Plath                 |
| 2017 | Štefan Vevar             | Saturnovi prstani (Die Ringe des Saturn, Winfried Georg Sebald)                       | Špela Virant, Vesna Kondrič Horvat, Alenka Vesenjak        |